# Tricot continental
En anglais, le terme tricot continental, également appelé tricot à l'allemande ou tricot européen, se réfère à la méthode de tricot où le fil est tenu dans la main opposée à l'aiguille de travail (c'est-à-dire la main gauche si le tricoteur est droitier). Dans le tricot continental, la pointe de l'aiguille est utilisée pour accrocher le fil et le faire avancer.
Il s'oppose à la méthode dite anglaise où le fil est tenu dans la main droite et où le fil est amené devant ou derrière l'aiguille par la main droite.
Dans le travail en jacquard et notamment dans le tricot norvégien, ces deux méthodes sont parfois combinées, le fil d'une des couleurs étant tenu et tricoté selon la méthode continentale tandis que l'autre est tenu et tricoté selon la méthode dite anglaise.

## Mouvements de la main

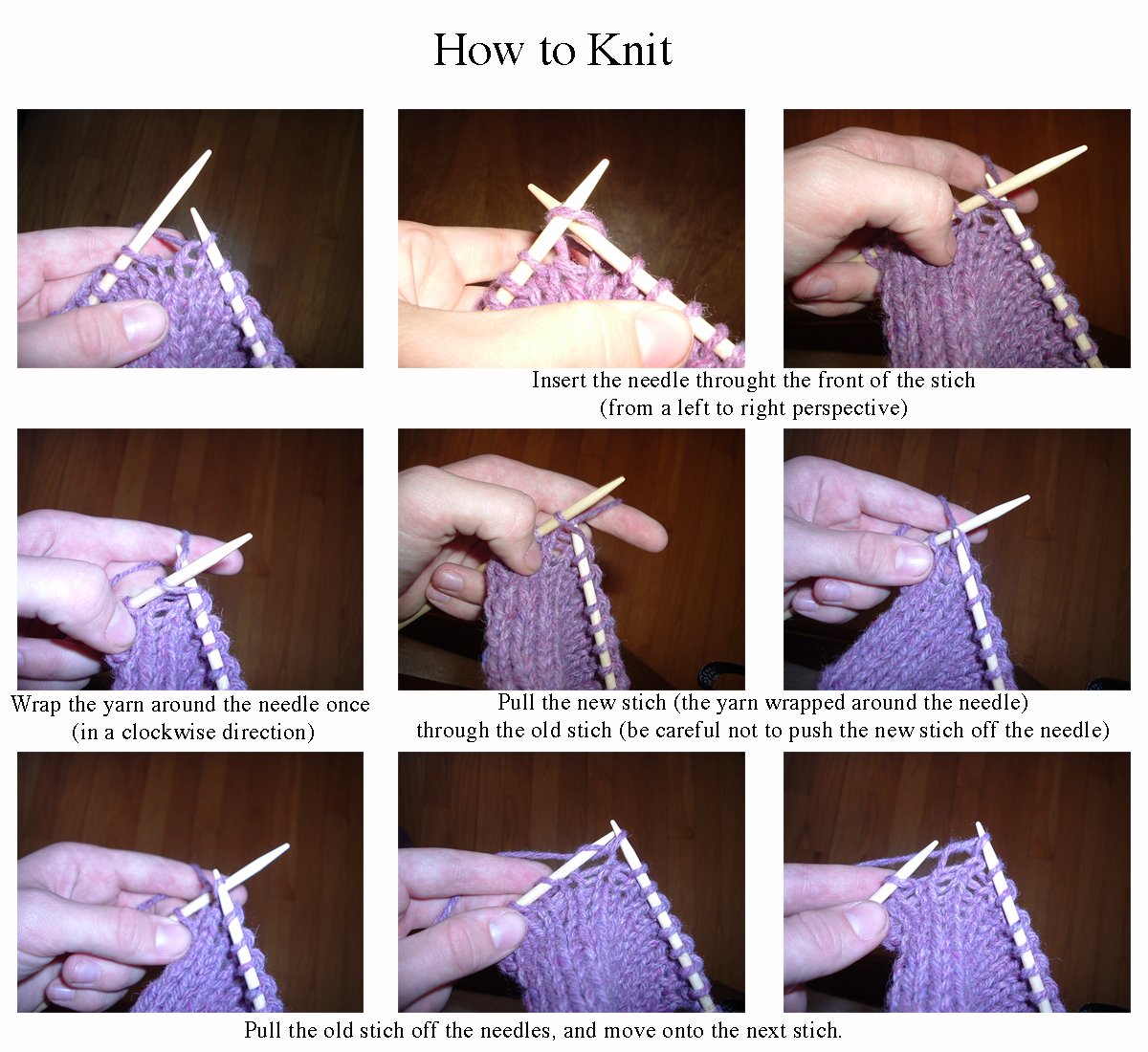
Illustration de la façon de tricoter le point avant selon la méthode dite "continentale"

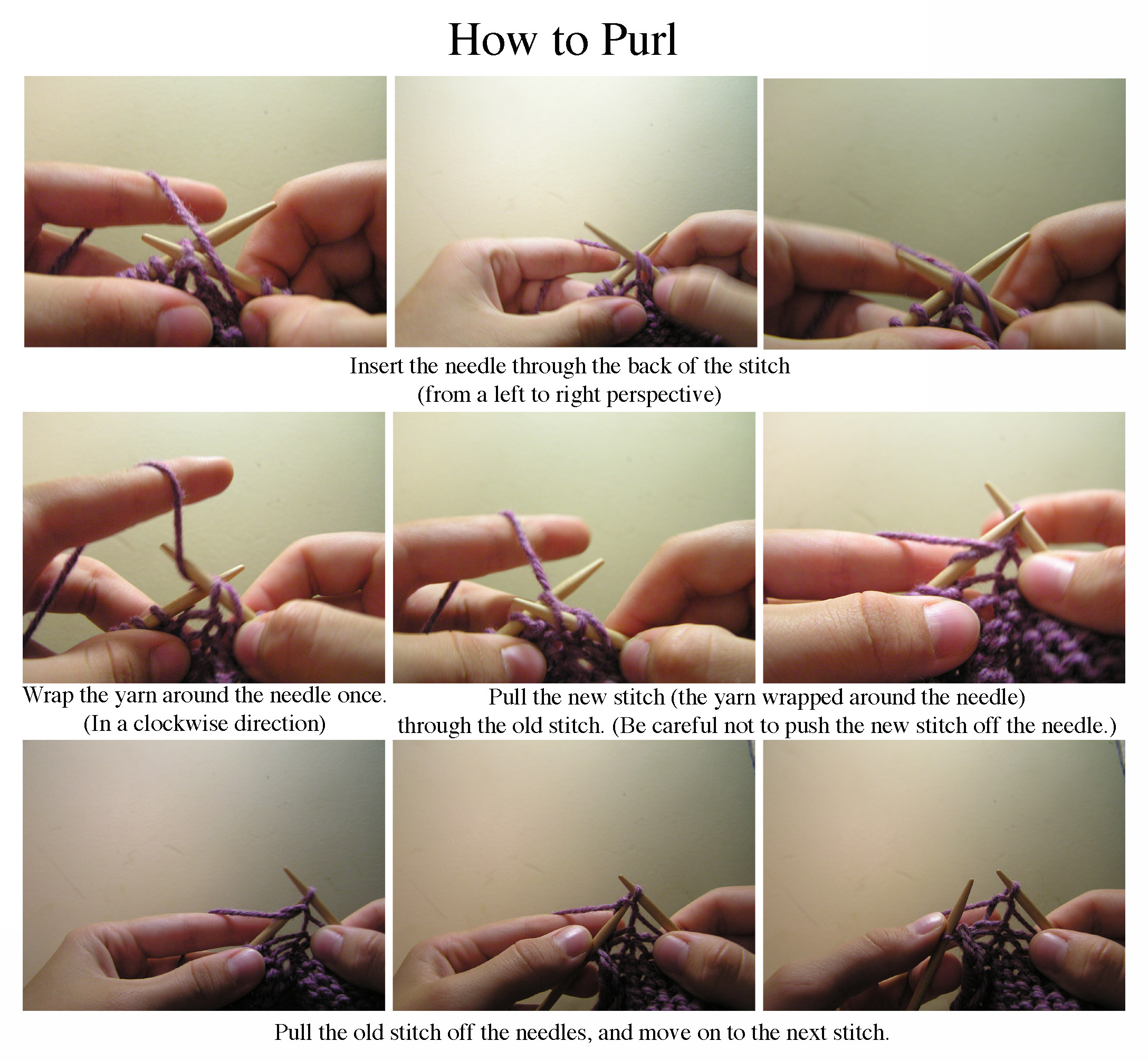
Illustration de la façon de tricoter le point arrière selon la méthode dite "continentale"

Le fil est tenu par la main gauche, le mouvement du poignet droit est utilisé pour glisser l'aiguille droite dans la boucle du point tricoté et «ramasser» ou «accrocher» le fil sur l'aiguille droite.
La tension du fil est contrôlée en passant le fil entre les doigts de la main gauche. En règle générale, le fil est passé entre le petit doigt et l'annuaire de la main gauche, puis sur le devant de la main et entouré une fois autour de l'index. La main gauche reste donc pratiquement immobile.

## Position des mailles
Dans le tricot continental comme dans la méthode dite à l'anglaise, la position des mailles est la même : le tricoteur fait passer l'aiguille de droite entre l'aiguille de gauche et le côté avant de la boucle formée par la maille. En revanche, dans la méthode de tricot employée dans les pays baltes, en Russie et dans l'est de l'Europe, les mailles sont travaillées en insérant l'aiguille de droite entre l'aiguille gauche et le côté arrière de la boucle de la maille. Il arrive que des instructions de tricot - que ce soit dans la méthode continentale où à l'anglaise - demande au tricoteur de travailler certaines mailles sur l'arrière de la boucle de la maille. Ces mailles sont alors décrites comme étant des mailles torses.

## Répartition géographique
Depuis la Seconde Guerre mondiale, les deux méthodes de tricot (continentale et anglaise) sont utilisées aux États-Unis et en Angleterre. Les tricoteurs japonais ont tendance à privilégier le style continental et les tricoteurs chinois utilisent pour la plupart le style anglais. De nombreux autres pays utilisent généralement le tricot continental, comme le Portugal, la Grèce, la Turquie, la Bolivie et le Pérou.